# Sirius XM
Die Sirius XM Holdings Inc. ist die Muttergesellschaft der Sirius XM Radio Inc., eines amerikanischen Satellitenradio-Anbieters.

## Geschichte
Die Sirius XM Radio Inc. war 2008 aus dem Zusammenschluss der beiden vormaligen Konkurrenten Sirius Satellite Radio und XM Satellite Radio entstanden. Durch eine im Jahr 2013 durchgeführte Umorganisation wurde die Sirius XM Radio Inc. eine 100%ige Tochter der Sirius XM Holdings Inc., die auch eine 38%ige Beteiligung an der kanadischen Sirius XM Canada hält.
Sirius XM Radio durchbrach 2016 die Marke von 30 Millionen Abonnenten in den USA.
Anfang 2009 geriet Sirius XM Radio in finanzielle Probleme, die durch den Einstieg von Liberty Media abgewendet wurden. Danach hielt Liberty Media 53,3 % an Sirius XM.
Zum 9. September 2024 hat das Unternehmen Liberty Media seinen Anteil von Sirius XM abgespalten und ihn mit dem Unternehmen Sirius XM Holdings Inc. zu einem neuen Unternehmen gleichen Namens zusammengeführt. Das neue Unternehmen ist unabhängig von Liberty Media. Im Anschluss wurde eine Zusammenlegung der Aktien von Sirius XM Holdings Inc. im Verhältnis 10:1 durchgeführt. Die ISIN dieser Aktien wurde in US8299331004 geändert.

## Beteiligungen (Auswahl)
Am 24. September 2018 kündigte Sirius XM an, Pandora Media für 3,5 Mrd. US-$ komplett zu übernehmen, nachdem man 2015 schon 19 % Aktienanteile an Pandora für 480 Mio. US-$ erworben hatte. Im Februar 2020 investierte Sirius XM 75 Millionen US-Dollar in SoundCloud.

## Inhalte
SiriusXM stellt über seinen Dienst fast 1000 Audio-Kanäle für die Abonnenten bereit. Die meisten Programme werden speziell für die Ausstrahlung über Sirius XM produziert. Nur wenige Radiosender wie KIIS-FM aus Los Angeles senden via SiriusXM. Die öffentlichen Networks PRX (Public Radio Exchange) und NPR (National Public Radio) haben jeweils einen Kanal. Eine Reihe von TV-Sendern strahlen ihre Audiospur als Sirius Kanal aus, dazu gehören Bloomberg TV, CNBC und die Fox-Gruppe (Fox News Channel, Fox Business Network u. a.).